# Carl Hermann Moritz von Gärtner
Carl Hermann Moritz Freiherr von Gärtner (* 12. März 1808 in Brieg; † 9. Dezember 1871 in Reinsdorf (Plauen)) war ein deutscher Forstmann, Gutsbesitzer und Parlamentarier.

## Leben
Carl Hermann Moritz von Gärtner wurde als Sohn des preußischen Oberlandesgerichts-Chefpräsidenten Wilhelm von Gärtner geboren. Nach dem Besuch der Landesschule Schulpforta studierte er an den Universitäten Bonn, Heidelberg und Berlin Jura und Forstwissenschaft. 1827 wurde er Mitglied des Corps Borussia Bonn. Von 1834 bis 1836 war er Forstkandidat in einer Oberförsterei im Kreis Gumbinnen. Anschließend erwarb er ein Rittergut und wurde 1841 Leiter der Generaladministration der Güter und Forsten des Grafen Schall auf Schloss Gaußig. Als fürstlicher reußischer Forstmeister schied er aus dessen Diensten aus und erwarb mehrere Rittergüter in der Lausitz und Schlesien. Er war Mitglied des Schlesischen Provinziallandtages. Von Gärtner war verheiratet mit Therese von Tümpling, Hofdame der Königin Amalie von Sachsen und Ehrendame des Theresienordens.